# Gran Premi d'Hongria del 2023
El Gran Premi d'Hongria de Fórmula 1, l'onzena cursa de la temporada 2023, fou disputat al Circuit de Hungaroring, a Mogyoród, entre els dies 21 i 23 de juliol de 2023.

## Precedents
Per a aquest gran premi, hi va haver un canvi de pilots: per AlphaTauri, Daniel Ricciardo torna a la graella per córrer la resta de la temporada, en substitució de Nyck de Vries, que va ser retirat després de les males actuacions en les deu primeres carreres.

## Qualificació
La qualificació fou realitzada el dia 22 de juliol.
| Pos.                | Nº | Pilot            | Equip/Motor           | Part 1   | Part 2   | Part 3   | Graella |
| ------------------- | -- | ---------------- | --------------------- | -------- | -------- | -------- | ------- |
| 1                   | 44 | Lewis Hamilton   | Mercedes              | 1:18.577 | 1:17.427 | 1:16.609 | 1       |
| 2                   | 1  | Max Verstappen   | Red Bull-RBPT         | 1:18.318 | 1:17.547 | 1:16.612 | 2       |
| 3                   | 4  | Lando Norris     | McLaren-Mercedes      | 1:18.697 | 1:17.328 | 1:16.694 | 3       |
| 4                   | 81 | Oscar Piastri    | McLaren-Mercedes      | 1:18.464 | 1:17.571 | 1:16.905 | 4       |
| 5                   | 24 | Guanyu Zhou      | Alfa Romeo-Ferrari    | 1:18.143 | 1:17.700 | 1:16.971 | 5       |
| 6                   | 16 | Charles Leclerc  | Ferrari               | 1:18.440 | 1:17.580 | 1:16.992 | 6       |
| 7                   | 77 | Valtteri Bottas  | Alfa Romeo-Ferrari    | 1:18.775 | 1:17.563 | 1:17.034 | 7       |
| 8                   | 14 | Fernando Alonso  | Aston Martin-Mercedes | 1:18.580 | 1:17.701 | 1:17.035 | 8       |
| 9                   | 11 | Sergio Pérez     | Red Bull-RBPT         | 1:18.360 | 1:17.675 | 1:17.045 | 9       |
| 10                  | 27 | Nico Hülkenberg  | Haas-Ferrari          | 1:18.695 | 1:17.652 | 1:17.186 | 10      |
| 11                  | 55 | Carlos Sainz Jr. | Ferrari               | 1:18.393 | 1:17.703 |          | 11      |
| 12                  | 31 | Esteban Ocon     | Alpine-Renault        | 1:18.854 | 1:17.841 |          | 12      |
| 13                  | 3  | Daniel Ricciardo | AlphaTauri-RBPT       | 1:18.906 | 1:18.002 |          | 13      |
| 14                  | 18 | Lance Stroll     | Aston Martin-Mercedes | 1:18.782 | 1:18.144 |          | 14      |
| 15                  | 10 | Pierre Gasly     | Alpine-Renault        | 1:18.743 | 1:18.217 |          | 15      |
| 16                  | 23 | Alexander Albon  | Williams-Mercedes     | 1:18.917 |          |          | 16      |
| 17                  | 22 | Yuki Tsunoda     | AlphaTauri-RBPT       | 1:18.919 |          |          | 17      |
| 18                  | 63 | George Russell   | Mercedes              | 1:19.027 |          |          | 18      |
| 19                  | 20 | Kevin Magnussen  | Haas-Ferrari          | 1:19.206 |          |          | 19      |
| 20                  | 2  | Logan Sargeant   | Williams-Mercedes     | 1:19.248 |          |          | 20      |
| 107% Temps:1:23.613 |    |                  |                       |          |          |          |         |
| Font:               |    |                  |                       |          |          |          |         |

## Resultats de la cursa
La cursa fou realitzada el dia 23 de juliol.
| Pos.                                                                 | Nº | Pilot            | Equip/Motor           | Voltes | Temps/Retirada | Graella | Punts |
| -------------------------------------------------------------------- | -- | ---------------- | --------------------- | ------ | -------------- | ------- | ----- |
| 1                                                                    | 1  | Max Verstappen   | Red Bull-RBPT         | 70     | 1:38:08.634    | 2       | 261   |
| 2                                                                    | 4  | Lando Norris     | McLaren-Mercedes      | 70     | +33.731        | 3       | 18    |
| 3                                                                    | 11 | Sergio Pérez     | Red Bull-RBPT         | 70     | +37.603        | 9       | 15    |
| 4                                                                    | 44 | Lewis Hamilton   | Mercedes              | 70     | +39.134        | 1       | 15    |
| 5                                                                    | 81 | Oscar Piastri    | McLaren-Mercedes      | 70     | +1:02.572      | 4       | 10    |
| 6                                                                    | 63 | George Russell   | Mercedes              | 70     | +1:05.825      | 18      | 8     |
| 7                                                                    | 16 | Charles Leclerc  | Ferrari               | 70     | +1:10.3172     | 6       | 6     |
| 8                                                                    | 55 | Carlos Sainz Jr. | Ferrari               | 70     | +1:11.073      | 11      | 4     |
| 9                                                                    | 14 | Fernando Alonso  | Aston Martin-Mercedes | 70     | +1.15.709      | 8       | 2     |
| 10                                                                   | 18 | Lance Stroll     | Aston Martin-Mercedes | 69     | +1 volta       | 14      | 1     |
| 11                                                                   | 23 | Alexander Albon  | Williams-Mercedes     | 69     | +1 volta       | 16      |       |
| 12                                                                   | 77 | Valtteri Bottas  | Alfa Romeo-Ferrari    | 69     | +1 volta       | 7       |       |
| 13                                                                   | 21 | Daniel Ricciardo | AlphaTauri-RBPT       | 69     | +1 volta       | 13      |       |
| 14                                                                   | 27 | Nico Hülkenberg  | Haas-Ferrari          | 69     | +1 volta       | 10      |       |
| 15                                                                   | 22 | Yuki Tsunoda     | AlphaTauri-RBPT       | 69     | +1 volta       | 17      |       |
| 16                                                                   | 24 | Guanyu Zhou      | Alfa Romeo-Ferrari    | 69     | +1 volta       | 5       |       |
| 17                                                                   | 20 | Kevin Magnussen  | Haas-Ferrari          | 69     | +1 volta       | 19      |       |
| Ret                                                                  | 2  | Logan Sargeant   | Williams-Mercedes     | 67     |                | 20      |       |
| Ret                                                                  | 31 | Esteban Ocon     | Alpine-Renault        | 2      | Col·lisió      | 12      |       |
| Ret                                                                  | 10 | Pierre Gasly     | Alpine-Renault        | 1      | Col·lisió      | 15      |       |
| Volta ràpida: — Max Verstappen (Red Bull-RBPT) – 1:20.504 (volta 53) |    |                  |                       |        |                |         |       |
| Font:                                                                |    |                  |                       |        |                |         |       |

Notes
- ^1  – Inclòs 1 punt extra per la volta ràpida.
- ^2  – Charles Leclerc va finalitzar en 6a posició, però va ser penalitzat en cinc segons al seu temps final per excedir la velocitat al pitlane.

## Classificació després de la cursa
| Pos. | Pilot           | Punts | Canvis |
| ---- | --------------- | ----- | ------ |
| 1    | Max Verstappen  | 281   | =      |
| 2    | Sergio Pérez    | 171   | =      |
| 3    | Fernando Alonso | 139   | =      |
| 4    | Lewis Hamilton  | 133   | =      |
| 5    | George Russell  | 90    | 1      |

| Pos. | Constructor           | Punts | Canvis |
| ---- | --------------------- | ----- | ------ |
| 1    | Red Bull-RBPT         | 452   | =      |
| 2    | Mercedes              | 223   | =      |
| 3    | Aston Martin-Mercedes | 184   | =      |
| 4    | Ferrari               | 167   | =      |
| 5    | McLaren-Mercedes      | 87    | =      |